# Chloriona albotristriata
Chloriona albotristriata är en insektsart som först beskrevs av George Willis Kirkaldy 1907.  Chloriona albotristriata ingår i släktet Chloriona och familjen sporrstritar. Inga underarter finns listade i Catalogue of Life.